# Le ragazze della Casa Bianca
Le ragazze della Casa Bianca (Dick) è un film-commedia del 1999 diretto da Andrew Fleming. Il titolo originale "Dick" gioca sul doppio senso, tra il soprannome di Richard e l'organo sessuale maschile.

## Trama
Betsy Jobs e Arlene Lorenzo sono due simpatiche amiche quindicenni che vivono la loro adolescenza a Washington. Un giorno vanno in gita scolastica alla Casa Bianca assieme alla classe e, casualmente, si ritrovano a familiarizzare con alcuni membri della sorveglianza, con la fortuna di riuscire a vedere da molto vicino il contestatissimo presidente Richard Nixon. Contrariamente al resto della classe, la loro visita alla Casa Bianca dura più del previsto e questo le fa tardare tanto da essere sonoramente rimbeccate dall'insegnante una volta risalite sul bus del ritorno. 
Arlene, essendo sensibile e dall'indole sentimentale, finisce per innamorarsi del presidente convincendo l'amica a ritornare presto alla Casa Bianca per rivederlo; per non presentarsi a mani vuote, decidono di preparare dei biscotti ai pinoli usando la ricetta della mamma di Betsy, ma mentre li preparano non si accorgono della marijuana che il fratello di Betsy ha nascosto nel contenitore dei pinoli, e accidentalmente la mescolano all'impasto. Di qui un esilarante distribuzione dello spuntino a tutto il personale della Casa Bianca, compreso il presidente, che gradisce accompagnando i suoi seri discorsi con ridicole battute o risate sproporzionate. Le due ragazze, sebbene comunissime quindicenni, si ingraziano con i biscotti chiunque all'interno dell'edificio e finiscono assurdamente per essere assunte dallo stesso Nixon per accudire Checker, il dolce "cane presidenziale". 
Curiosando tra i cassetti dello studio ovale, trovano un registratore a nastro che viene subito sequestrato da Arlene per registrare un messaggio d'amore al presidente, ma poco dopo si accorgono che esso contiene registrazioni compromettenti riguardanti il famoso scandalo Watergate che coinvolse Nixon facendolo definitivamente uscire di scena. Contattate e pedinate da due famelici giornalisti, le ragazze dovranno ricorrere a travestimenti e incontri segreti per le trattative riguardanti lo scottante materiale.

## Riconoscimenti
- 1999 - Satellite Award
  - Candidatura Miglior film commedia o musicale
  - Candidatura Miglior attore non protagonista in un film commedia o musicale a Dan Hedaya
- 2000 - Young Artist Award
  - Candidatura Miglior attrice giovane a Michelle Williams
  - Candidatura Miglior attrice esordiente in un film commedia a Kirsten Dunst